# (142014) Neirinck
(142014) Neirinck est un astéroïde de la ceinture principale.

## Description
(142014) Neirinck est un astéroïde de la ceinture principale. Il fut découvert le 8 août 2002 à l'observatoire Palomar par le programme NEAT. Il présente une orbite caractérisée par un demi-grand axe de 2,42 UA, une excentricité de 0,04 et une inclinaison de 3,7° par rapport à l'écliptique.

## Compléments